# Brăduț
Brăduț (maďarsky Bardócz) je rumunská obec v župě Covasna. Žije zde přibližně 4 900 obyvatel. V roce 2011 se 76 % obyvatel hlásilo k maďarské národnosti. Součástí obce jsou i tři okolní vesnice.

## Části obce
- Brăduț – 825 obyvatel
- Doboșeni – 2 361 obyvatel
- Filia – 1 089 obyvatel
- Tălișoara – 648 obyvatel